# Brendan Q. Ferguson
Brendan Q. Ferguson est un concepteur de jeux informatiques, écrivain, programmeur et acteur américain. Il a été le co-concepteur et co-auteur de Sam & Max Save the World et Sam & Max Beyond Time and Space.  Il était également le co-concepteur de Strong Bad's Cool Game for Attractive People.

## Carrière
Brendan Q. Ferguson a commencé sa carrière en tant que programmeur chez LucasArts en 2003 sur le jeu Star Wars: Obi-Wan. Il était co-auteur et co-concepteur du jeu annulé Sam & Max Freelance Police. Il quitta LucasArts avec une grande partie de l' équipe de Freelance Police en 2004 pour rejoindre Telltale Games.  Il  a été co-concepteur de leur premier jeu, Telltale Texas Hold'em.  Il était également la voix de Theodore Dudebrough dans ce jeu. Entre 2006 et 2007, il a co-conçu et co-écrit Sam & Max Save the World. En 2007 et 2008, il a également co-conçu et co-écrit la suite, Sam & Max Beyond Time and Space. Son dernier projet à Telltale Games était d'écrire l'épisode The Tomb of Sammun-Mak pour Sam & Max: The Devil's Playhouse, avant de quitter Telltale Games en 2010.

## Notoriété
Sam & Max Beyond Time & Space, qui a été co-conçu et co-écrit par Ferguson, a reçu des récompenses aux Adventure Gamers Aggie Awards 2008 dans les catégories "Meilleurs écriture", "Meilleurs Système de jeux", "Meilleurs jeux PC d'aventure à la troisième personne " et " Meilleure jeux d'aventure de 2008 ".
Tales of Monkey Island, pour lequel Brendan Q. Furguson a co-développé les épisodes 1 à 4, a été nommé pour "meilleur design artistique" et a remporté le prix de la "plus grande surprise" au Best of E3 2009 Awards de l'IGN. Après sa sortie, il a remporté le meilleurs jeu d'aventure PC Gamer 2009 de l'année, a été nommé pour le meilleur jeu d'aventure IGN de l'année pour PC et Wii,, a remporté la meilleure jeu d'aventure Adventure Gamers de 2009, et a été nommé le "meilleur renouveau de série" par OC Weekly.

## Œuvres créditées

### Jeux vidéo
- 2001 Star Wars: Obi-Wan, programmeur (LucasArts)
- 2003 Gladius, programmeur (LucasArts)
- 2005 Telltale Texas Hold'em, co-designer, doubleur (Theodore Dudebrough) (Telltale Games)
- 2007 Sam & Max Save the World, co-designer, co-scénariste, doubleur (the bug) (Telltale Games)
- 2008 Sam & Max Beyond Time and Space, co-designer, co-scénariste, doubleur (the bug) (Telltale Games)
- 2008 Strong Bad's Cool Game for Attractive People, co-designer (Telltale Games)
- 2009 Tales of Monkey Island, co-concepteur des épisodes 1 à 4 (Telltale Games)
- 2010 Sam & Max: The Devil's Playhouse, écrivain The Tomb of Sammun-Mak (Telltale Games)